# Дом-музей Ерванда Кочара
Дом-музей Ерванда Кочара (арм. Երվանդ Քոչարի թանգարան) — учреждение культуры. Расположен в Ереване, проспект Месропа Маштоца, 39/12. Один из центров авангардного искусства

## История
Создан в бывшей мастерской художника, располагавшейся на первом этаже многоквартирного дома, после реконструкции и расширения занимаемых помещений.
Открыт в 1984 году.
С 2017 года при музее работает художественная студия «Кочар».

## Экспозиция
В собрании музея работы выдающегося армянского художника и скульптора-монументалиста Ерванда Кочара (1899—1979) различных периодов — Тифлисского, Парижского, Ереванского.
Здесь можно увидеть работы Кочара из серии «Пространственная живопись».
Представлены редчайшие документы и архивные материалы о взаимоотношениях Кочара с другими представителями авангардного искусства.
Проводятся лекции, презентации, концерты и выставки, экскурсии на 5 языках: армянском, русском, английском, немецком, французском.

## Галерея

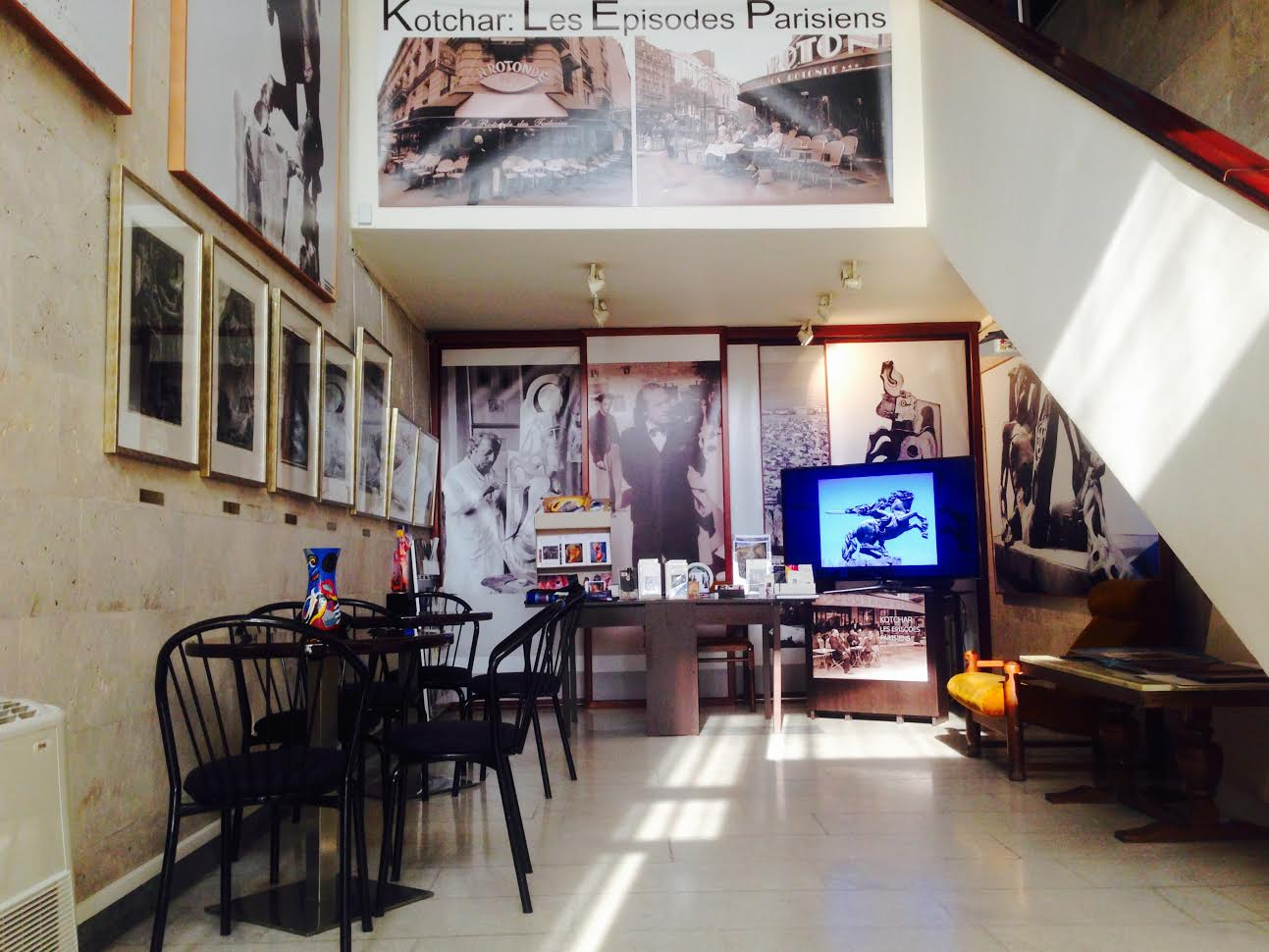
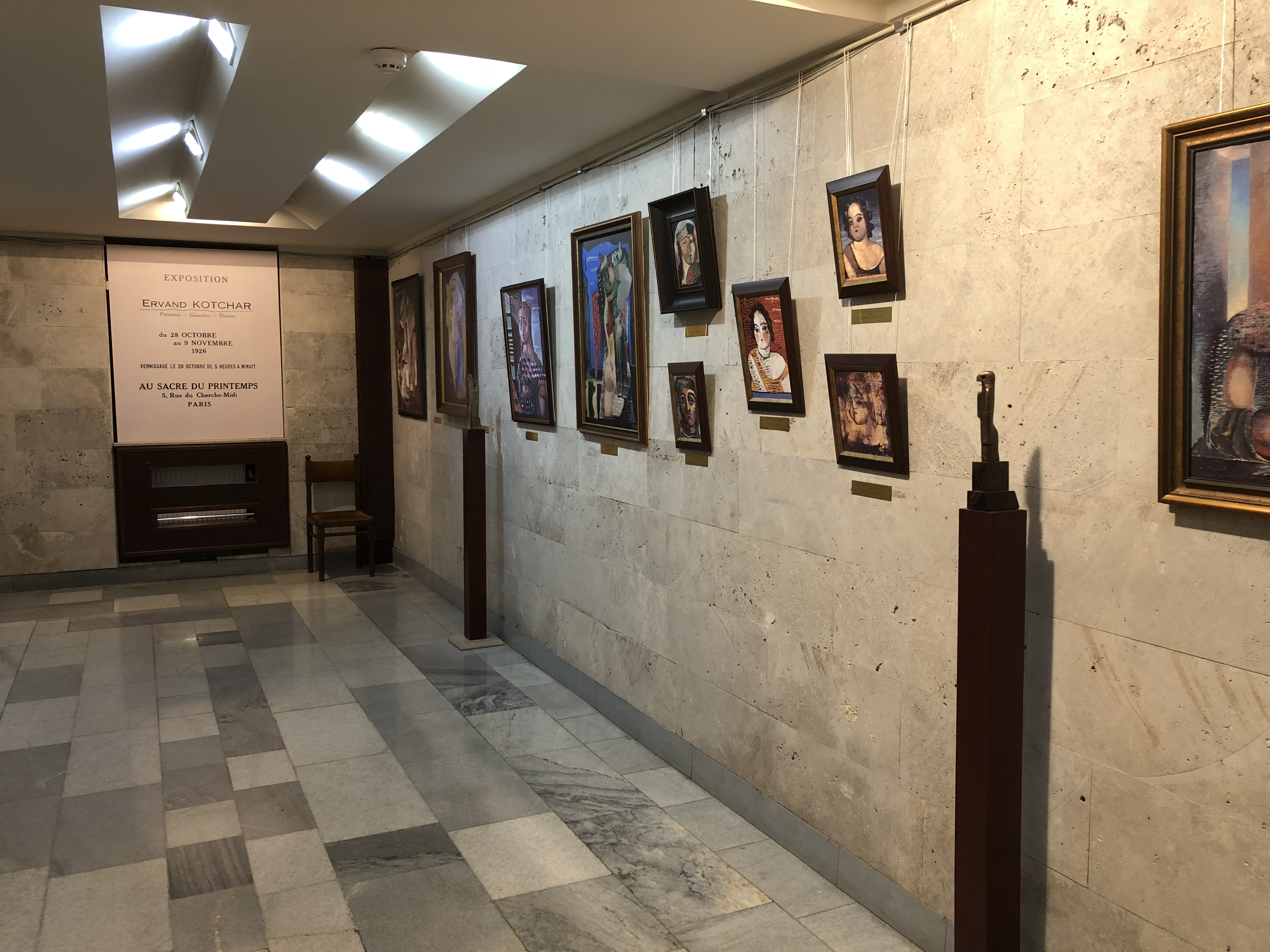
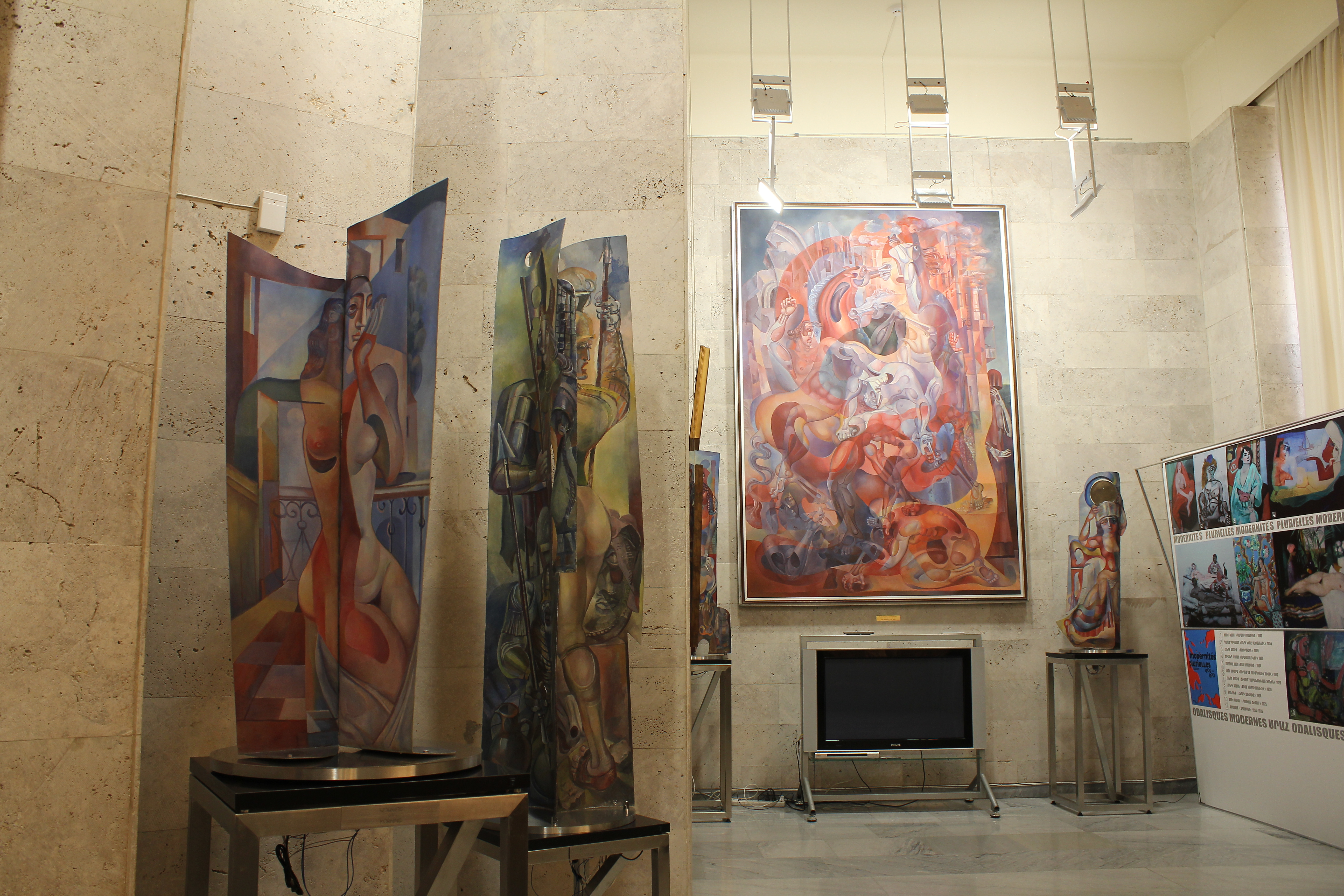
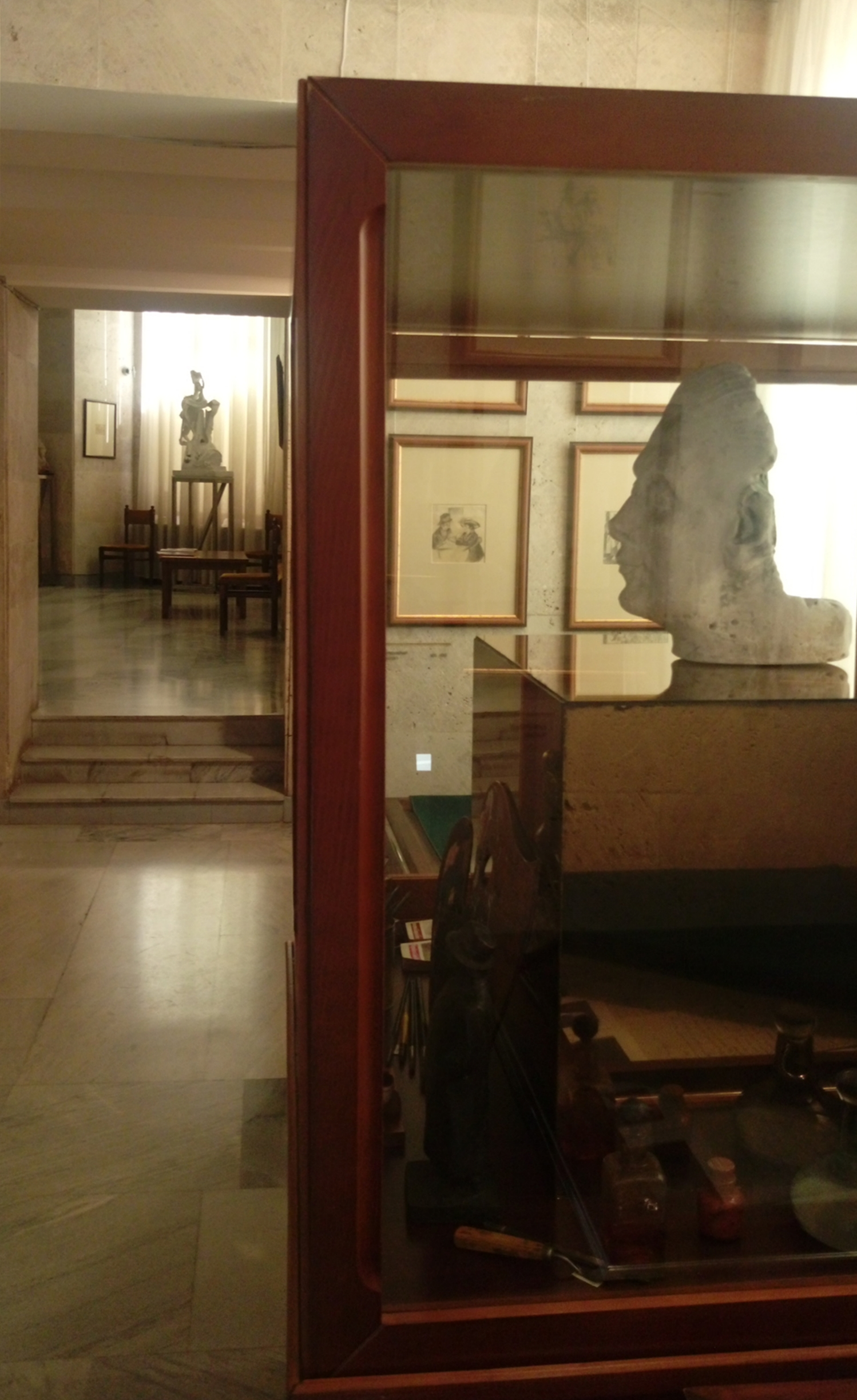